# Autostrada A57 (Italia)
La tangenziale di Mestre, ufficialmente classificata come autostrada A57 dall'8 febbraio 2009 (giorno dell'apertura del Passante di Mestre, variante dell'autostrada A4), collega la terraferma veneziana con la Riviera del Brenta (a ovest) e i comuni di Quarto d'Altino e Marcon (a est). Inoltre l'A57 alle due estremità presenta le interconnessioni (ovest e est) con l'autostrada A4, mentre nel tratto centrale hanno inizio l'autostrada A27 e la diramazione per l'aeroporto Marco Polo.
È gestita da CAV, dal km 0 al km 16,161, e da Società Autostrade Alto Adriatico, dal km 16,161 al km 26,661. Fino al 29 novembre 2009 il tratto oggi gestito da CAV era affidato alla Società delle Autostrade di Venezia e Padova.

## Storia
La tangenziale di Mestre è stata costruita e aperta al traffico in diverse fasi:
- il tratto dall'interconnessione ovest con l'A4 alla barriera di Venezia Ovest è stato aperto il 15 novembre del 1933[11], come autostrada A4 Padova-Venezia;
- il tratto dall'interconnessione con l'A27 alla barriera Venezia Est è stato aperto il 22 febbraio del 1970[12], come autostrada A4 Venezia-Trieste;
- il tratto centrale, dalla barriera di Venezia Mestre all'interconnessione con l'A27, è stato aperto il 3 settembre 1972[2] come tratto urbano (tangenziale) di Mestre dell'autostrada A4 Torino-Trieste, funzionando da bretella di collegamento tra i due tratti autostradali scollegati. Questo tratto è stato progettato nel 1968[13] e previsto sin dal Piano regolatore del comune di Venezia del 1959[14].

I tre tratti, diventati dal 1972 un'unica autostrada (l'A4 Torino-Trieste), sono stati classificati come autostrada A57 a partire dall'apertura, l'8 febbraio 2009, della variante dell'autostrada A4 in prossimità di Mestre, variante conosciuta come Passante di Mestre.
Il 29 luglio 1967, alla presenza del ministro Tolloy, venne inaugurato il raccordo fra la rotatoria posta al termine dell'autostrada Padova-Venezia e il Ponte della Libertà.

## L'autostrada oggi
- Dall'interconnessione ovest con l'A4 fino alla barriera di Venezia Ovest - Mestre, l'A57 è a tre corsie per senso di marcia più corsia di emergenza (fino al 1991 il tratto era a due corsie più quella di emergenza[16]).

Ci sono due caselli: il primo è  Mirano - Dolo (in località Vetrego) ; il secondo è Mira, in località Borbiago.
- Dalla barriera di Venezia Ovest fino all'interconnessione con l'Autostrada A27 è a tre corsie dinamiche (a larghezza ridotta a 3,50 metri) per senso di marcia con pannelli luminosi (pannelli a messaggio variabile) che ne segnalano l'eventuale chiusura ed i limiti di velocità e con piazzole per la sosta di emergenza ogni 600-700 metri.
- Dall'interconnessione con l'Autostrada A27 fino alla barriera Venezia Est è a due corsie per senso di marcia più corsia di emergenza. In questo tratto, in entrambe le carreggiate, sono state installate tra il 2009 e marzo 2010 le barriere fonoassorbenti[17].

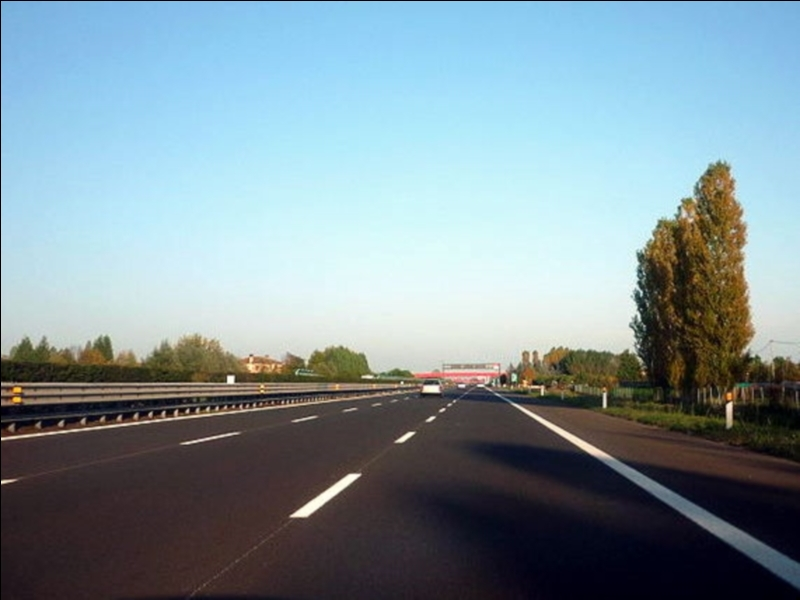
Carreggiata tipo del tratto Interconnessione ovest A4-barriera Venezia Ovest
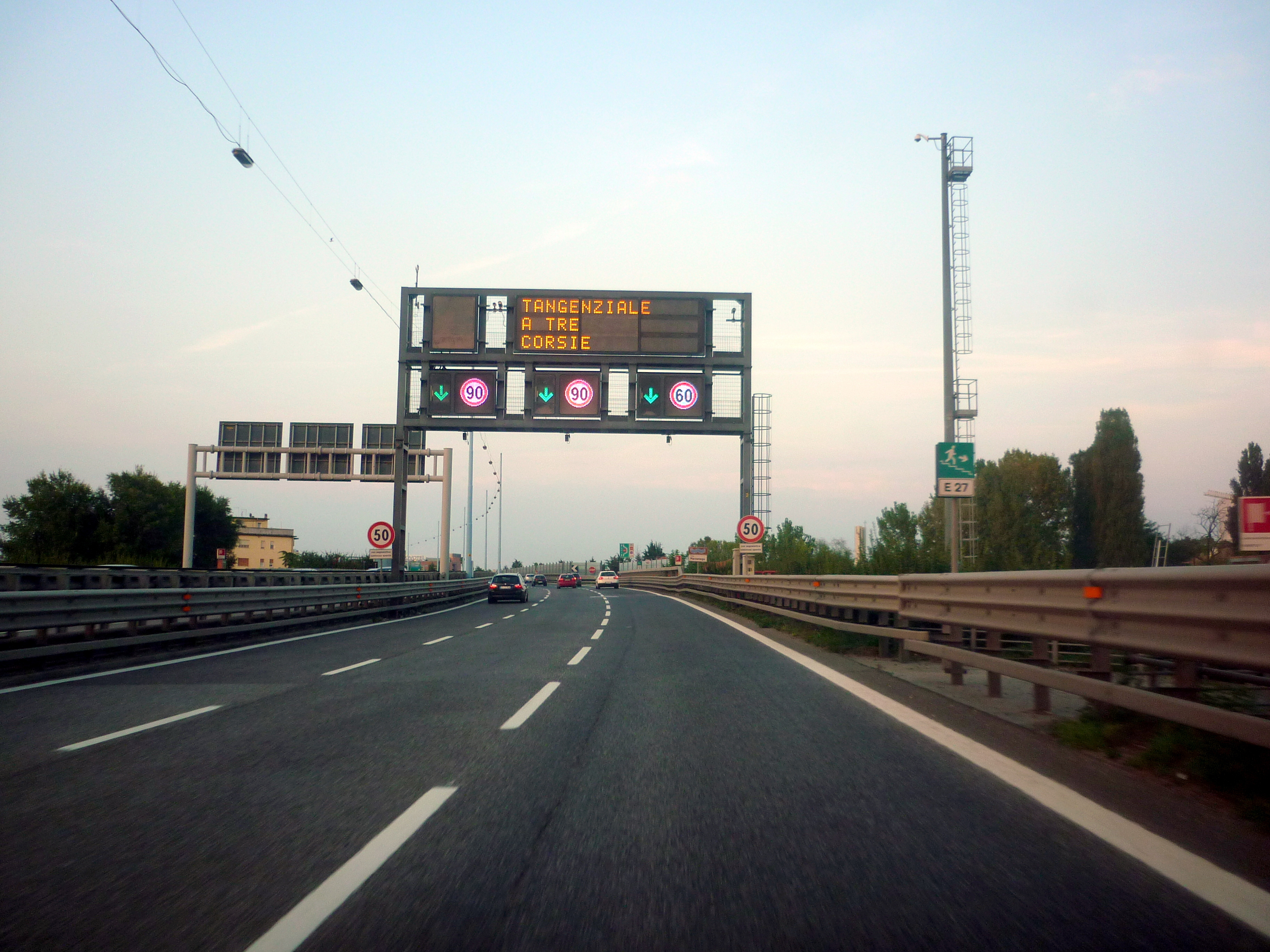
Carreggiata tipo del tratto barriera Venezia Ovest-Interconnessione A27
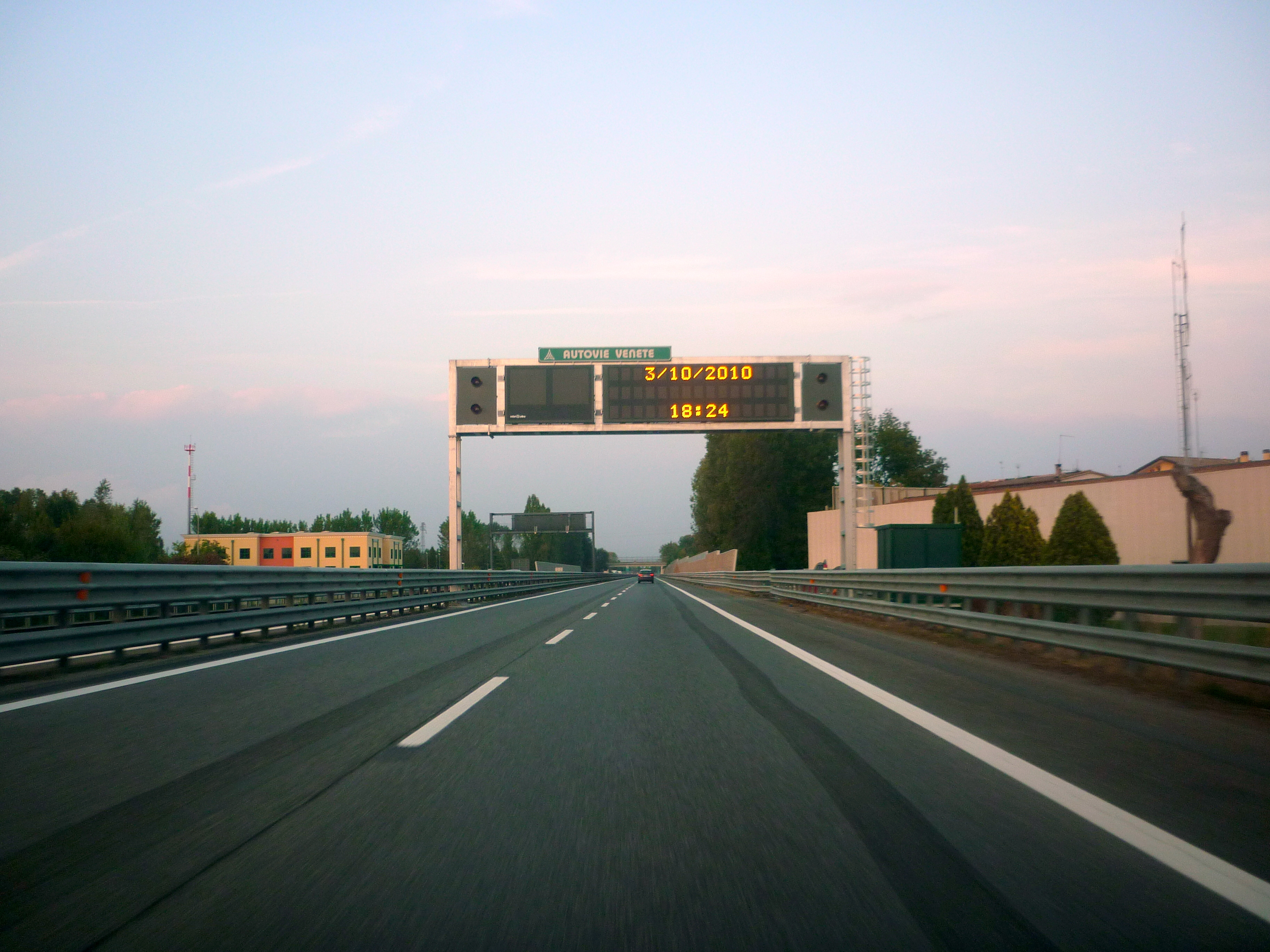
Carreggiata tipo del tratto Interconnessione A27-Interconnessione est A4

### Strada europea
L'autostrada A57, dal km 9,7 fino all'interconnessione Est con l'autostrada A4, coincide con parte del percorso italiano della Strada europea E55 che collega Helsingborg, in Svezia, a Kalamáta, in Grecia. L'E55 prosegue, da un lato, nell'autostrada A4, in direzione Trieste, e, dall'altro lato, nella strada statale 309 Romea (la quale ha inizio dalle uscite per Ravenna dal km 9,7 al km 11,5).

### Limiti di velocità
Pur essendo classificata come autostrada l'A57 in molti suoi tratti ha limiti inferiori a quello stabilito dal Codice della Strada italiano per le autostrade (130 km/h).

#### Carreggiata ovest-est

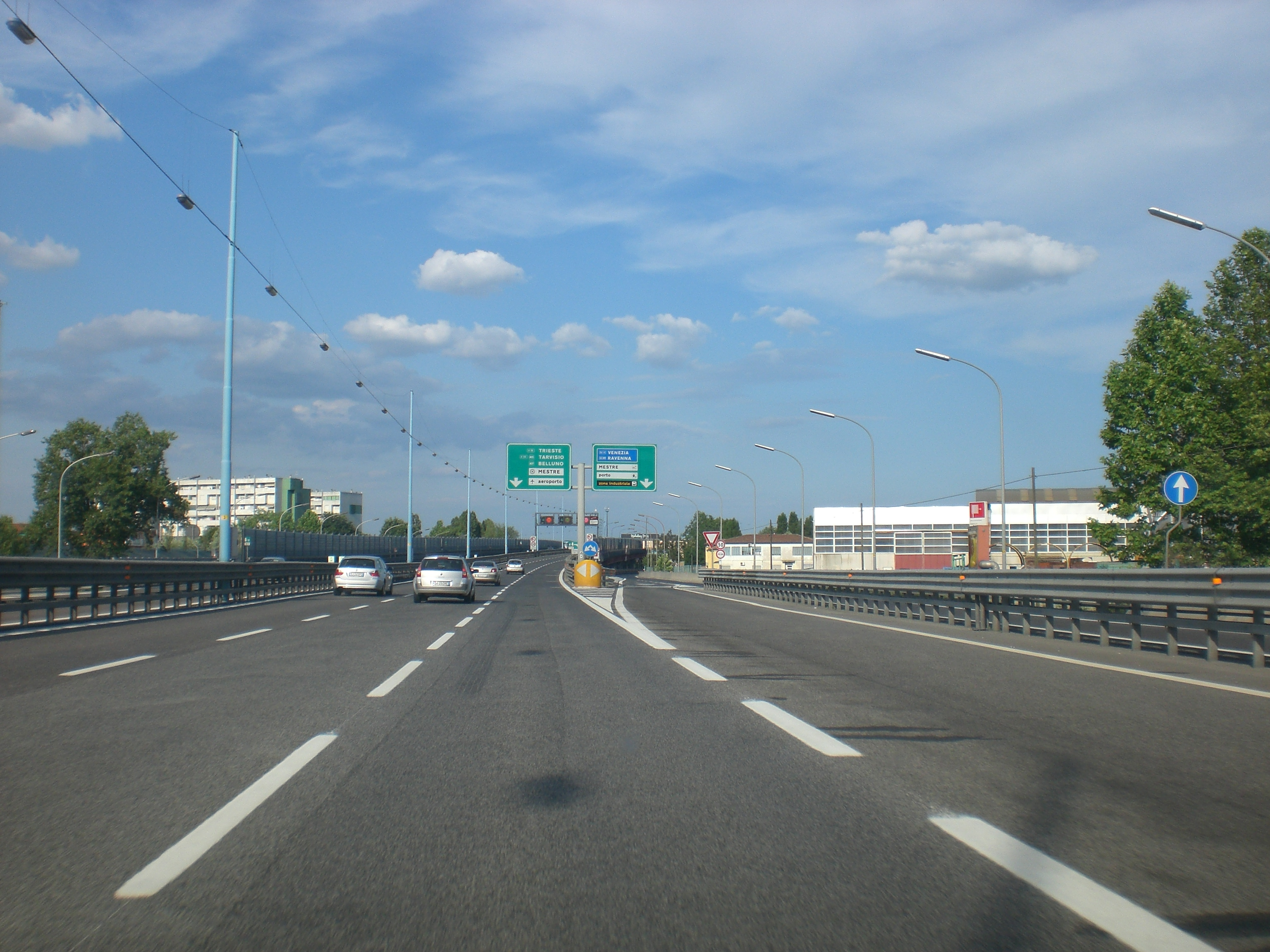
L'A57 in direzione est nei pressi del km 10,3

Dall'interconnessione ovest con l'A4 fino alla barriera di Venezia Ovest il limite di velocità massimo è pari a 130 km/h (tranne nei pressi dei due svincoli intermedi dove la velocità massima consentita è pari a 110 km/h); dalla barriera di Venezia Ovest fino all'interconnessione con l'A27 (tratto dove è attiva la terza corsia dinamica) se sono attive tutte e tre le corsie la velocità massima consentita nella corsia di destra è 60 km/h nelle altre due è 90 km/h mentre se sono attive due corsie la velocità massima consentita nella corsia di destra è 60 km/h nell'altra è 90 km/h (per i mezzi pesanti con massa a pieno carico superiore alle 3,5 tonnellate la velocità massima è 60 km/h in ogni caso; inoltre se la segnaletica luminosa è spenta la velocità massima consentita è pari 50 km/h in ogni corsia per tutti i veicoli); dall'interconnessione con l'A27 fino all'interconnessione est con l'A4 la velocità massima consentita è 130 km/h.
In tutta l'interezza della carreggiata la velocità massima consentita per tutti i mezzi in caso di nebbia è 50 km/h. I limiti nei pressi delle barriere di Venezia Ovest e di Venezia Est e nei pressi delle interconnessioni est e ovest con l'A4 sono più bassi per permettere le operazioni collegate al pagamento del pedaggio e per adeguare la velocità nelle rampe di accelerazione e decelerazione.

#### Carreggiata est-ovest

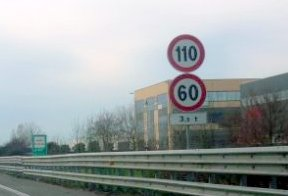
L'A57 in direzione ovest tra lo svincolo di Marcon e l'interconnessione con l'A27

Dall'interconnessione est con l'A4 fino allo svincolo di Marcon la velocità massima consentita è 130 km/h; dallo svincolo di Marcon fino all'interconnessione con l'A27 la velocità massima è 110 km/h per i veicoli con massa a pieno carico inferiore alle 3,5 tonnellate altrimenti la velocità massima consentita è 60 km/h; dall'interconnessione con l'A27 fino alla barriera di Venezia Ovest (tratto dove è attiva la terza corsia dinamica) se sono attive tutte e tre le corsie la velocità massima consentita nella corsia di destra è 60 km/h nelle altre due è 90 km/h mentre se sono attive due corsie la velocità massima consentita nella corsia di destra è 60 km/h nell'altra è 90 km/h (per i mezzi pesanti con massa a pieno carico superiore alle 3,5 tonnellate la velocità massima è 60 km/h in ogni caso; inoltre se la segnaletica luminosa è spenta la velocità massima consentita è pari 50 km/h in ogni corsia per tutti i veicoli); dalla barriera di Venezia Ovest fino all'interconnessione ovest con l'A4 la velocità massima consentita è 130 km/h.
In tutta l'interezza della carreggiata la velocità massima consentita per tutti i mezzi in caso di nebbia è 50 km/h. I limiti nei pressi delle barriere di Venezia Ovest e di Venezia Est e nei pressi delle interconnessioni est e ovest con l'A4 sono più bassi per permettere le operazioni collegate al pagamento del pedaggio e per adeguare la velocità alle rampe di accelerazione e decelerazione.

### Divieti

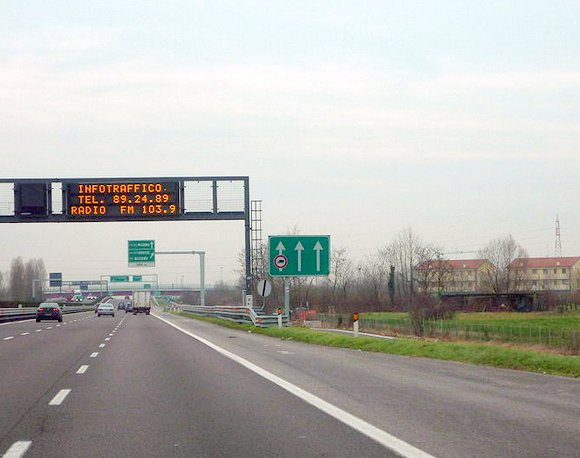
L'A57 in direzione ovest tra lo svincolo di Mirano-Dolo e l'interconnessione ovest con l'A4

Dall'ottobre del 2004 sono vietate le segnalazioni acustiche dalle 22.00 alle 6.00 nel tratto barriera Venezia Ovest-Svincolo via Terraglio in entrambe le direzioni.
I mezzi pesanti non possono occupare tutte le corsie ma possono occupare solo alcune corsie in modo differente in base al tratto percorso:
- nel tratto interconnessione ovest A4-barriera Venezia Ovest in entrambe le direzioni possono utilizzare le due corsie di destra e non la terza;
- nel tratto barriera Venezia Ovest-interconnessione A27 possono occupare solo la corsia di destra ad esclusione dei seguenti brevi tratti: barriera Venezia Ovest - via Miranese in direzione est e interconnessione A27 - via Terraglio in direzione ovest dove possono utilizzare le due corsie di destra quando sono usufruibili tutte e tre le corsie;
- nel tratto interconnessione A27-interconnessione est A4, in entrambe le direzioni, i mezzi pesanti superiori alle 12 tonnellate e le autovetture trainanti un rimorchio, dalle 6.00 alle 21.00, possono occupare solo la corsia di destra.

### L'emergenza traffico, ilPassante di Mestree laTerza corsia dinamica
Il tratto centrale, il più trafficato, della tangenziale di Mestre, aperto nel 1972 a 2 corsie di marcia più corsia di emergenza, è stato progettato per sopportare il passaggio di 55.000 veicoli al giorno. Con il passare degli anni e con la caduta del Muro di Berlino e la conseguente apertura ad est dei traffici commerciali e turistici il traffico è aumentato di anno in anno, superando abbondantemente le previsioni del 1972. Anche le previsioni di aumento del traffico del 1990 della Regione Veneto si sono rivelate sottostimate in quanto prevedevano la saturazione della tangenziale nel 2010 ma con 110.000 transiti al giorno.

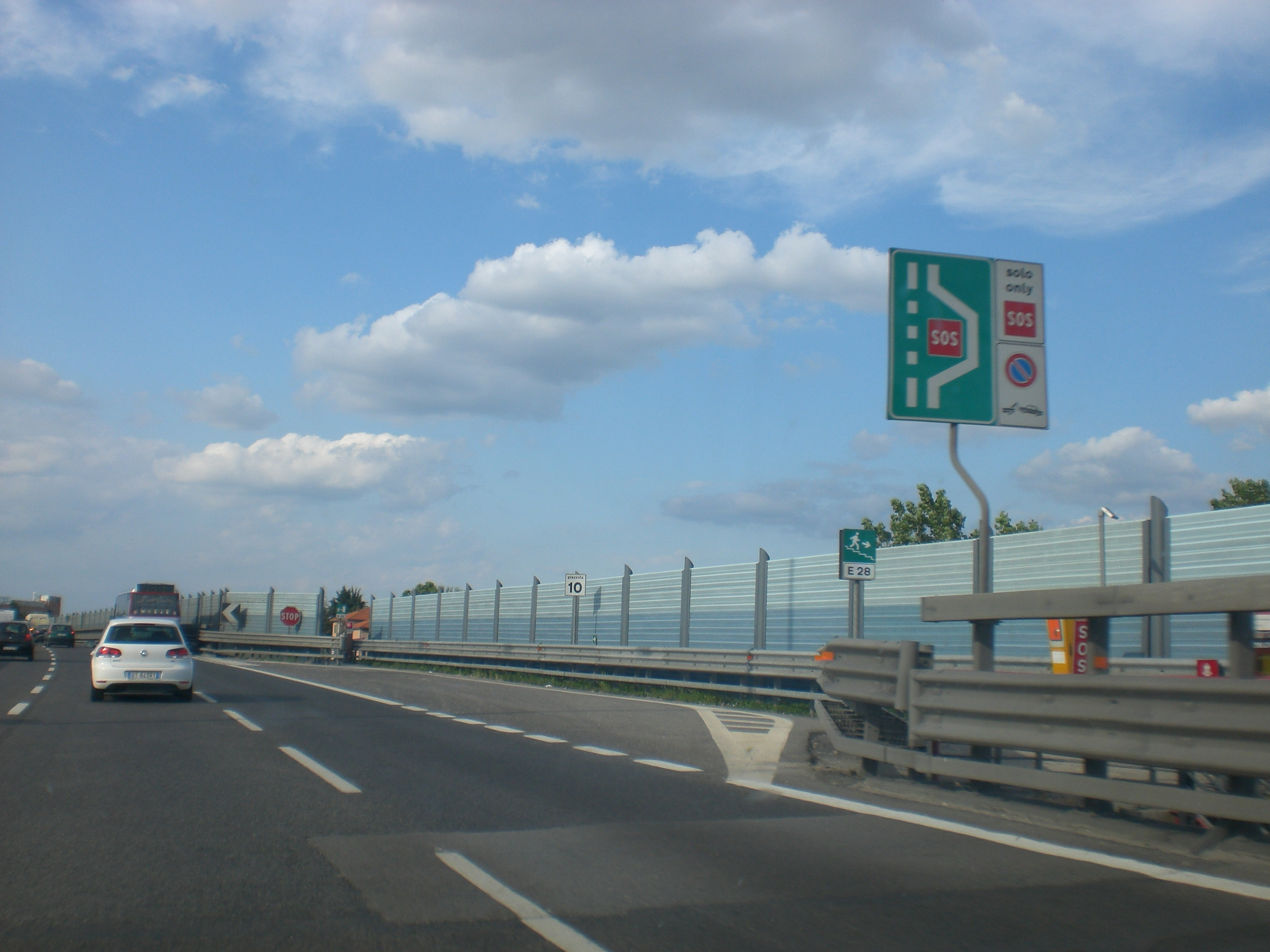
Una delle numerose piazzole per la sosta di emergenza nel tratto dove è stata costruita la terza corsia dinamica

Infatti nei primi anni 2000 i veicoli che transitavano erano circa 150.000 (30% mezzi pesanti) al giorno (con punte di 170.000), rendendo la tangenziale del tutto inadeguata, e ciò ha provocato inquinamento atmosferico e continui intasamenti con ripercussioni sulla viabilità urbana. Per questi motivi il 28 febbraio 2003 è stato dichiarato dal Presidente del Consiglio dei Ministri Silvio Berlusconi lo stato d'emergenza per il traffico di Mestre, il 19 marzo 2003 è stato nominato un Commissario delegato per l'emergenza socio economico ambientale della viabilità di Mestre (che doveva rimanere in carica fino al 30 novembre 2009 ma l'incarico è stato prorogato il 27 novembre 2009) con il compito, tra gli altri, di curare la costruzione del Passante di Mestre, è stata costruita la terza corsia dinamica (entrata in funzione il 14 aprile 2003) nel tratto barriera Venezia Mestre-interconnessione autostrada A27 ed è stato costruito il passante di Mestre, variante dell'autostrada A4, per evitare il transito in tangenziale dei veicoli non diretti verso la terraferma di Venezia.

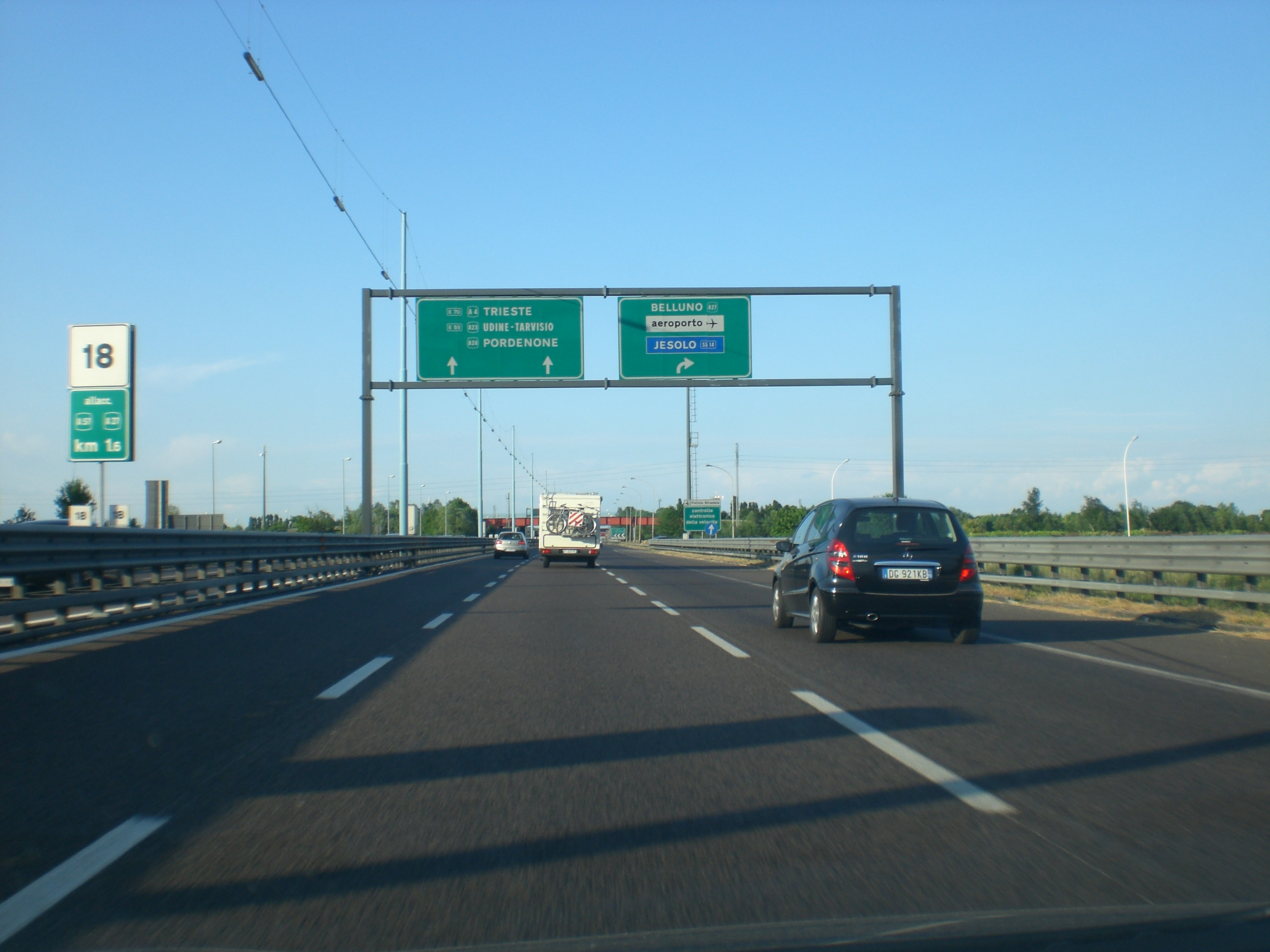
Il bivio per l'A27 in direzione est

 La terza corsia dinamica, costruita come soluzione tampone per l'emergenza traffico, nei primi tre anni di funzionamento ha parzialmente diminuito gli intasamenti, ha aumentato del 30,35% la velocità di movimento dei veicoli e ha ridotto del 70% il tasso di incidentalità.
A un mese dall'apertura del Passante di Mestre, il traffico è calato dal 20 al 30% nel tratto centrale della tangenziale di Mestre, mentre del 15% complessivamente (con punte più elevate per il traffico pesante). Nei primi mesi di apertura del Passante di Mestre alla barriera di Venezia Ovest sono transitati mediamente 45 000 veicoli leggeri e 12 000 veicoli pesanti (circa 57 000 passaggi complessivi) al giorno, contro i 61 000 veicoli leggeri e 24 000 veicoli pesanti (circa 85 000 veicoli complessivi) al giorno del 2008, mentre nel tratto Via Miranese - Via Castellana sono transitati mediamente, in un giorno feriale, 99 000 veicoli contro i 114 000 veicoli del 2008. I transiti di veicoli leggeri alla barriera di Venezia Mestre sono diminuiti del 30%, nel periodo dall'8 febbraio 2009 (giorno di apertura del Passante di Mestre) al 30 giugno 2009 rispetto all'analogo periodo dell'anno precedente, mentre il calo riferito al solo transito dei mezzi pesanti è del 55%, sempre nello stesso periodo considerato.
L'apertura del Passante di Mestre ha ridotto di circa il 10% il traffico sulla viabilità ordinaria della terraferma (con punte del 20%) e ha raddoppiato la quota di residenti che utilizzano la tangenziale (per esempio nel tratto Via Miranese - Via Castellana la percentuale di residenti sul totale del traffico è passata dal 20% del 2008 al 40% del 2009). Inoltre con l'apertura del passante di Mestre sono diminuiti gli incidenti stradali nell'A57 di quasi il 71% (la riduzione degli incidenti tra mezzi pesanti è pari all'83%) nei primi otto mesi del 2009. Grazie al calo netto degli incidenti stradali il 25 novembre del 2009 sono stati aumentati di 10 km/h i limiti massimi di velocità (da 80 km/h a 90 km/h nelle corsie di sinistra e da 50 km/h a 60 km/h nella corsia di destra); anche i limiti massimi di velocità per i mezzi pesanti sono stati aumentati di 10 km/h (da 50 a 60 km/h). Il Comune di Venezia (ente che non ha, attualmente, potere decisionale sulla tangenziale) è contrario a un aumento dei limiti di velocità per evitare un aumento di traffico e di conseguenza un aumento dell'inquinamento atmosferico.

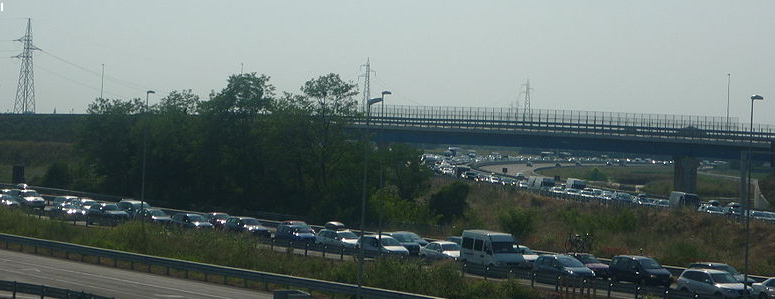
L'ingorgo del 1/8/2009 a Venezia Est; a destra il Passante di Mestre, a sinistra l'A57

Nell'estate del 2009, rispetto alle estati precedenti, non si sono verificate code alle barriere dell'A57, dovute al maggior traffico, rispetto all'inverno, dei turisti diretti alle spiagge di Jesolo, Bibione, o diretti a Trieste o alla Croazia, grazie all'apertura del Passante di Mestre. Il 1º agosto 2009, a causa dell'ingorgo di 50 km nell'A4 tra Venezia Ovest e Cessalto, il Passante di Mestre è stato chiuso per un'ora e mezza in direzione Trieste, dirottando il traffico nell'ex tratto urbano dell'A4 (l'A57), causando però a sua volta code di 3/4 km in direzione est alle barriere di Venezia Ovest e Venezia Est dell'A57.

### Sistema M.A.R.C.O. e T3-Terza corsia dinamica
Nel tratto barriera Venezia Ovest e interconnessione con l'autostrada A27 sono in funzione due sistemi: il sistema M.A.R.C.O. e la terza corsia dinamica-T3.

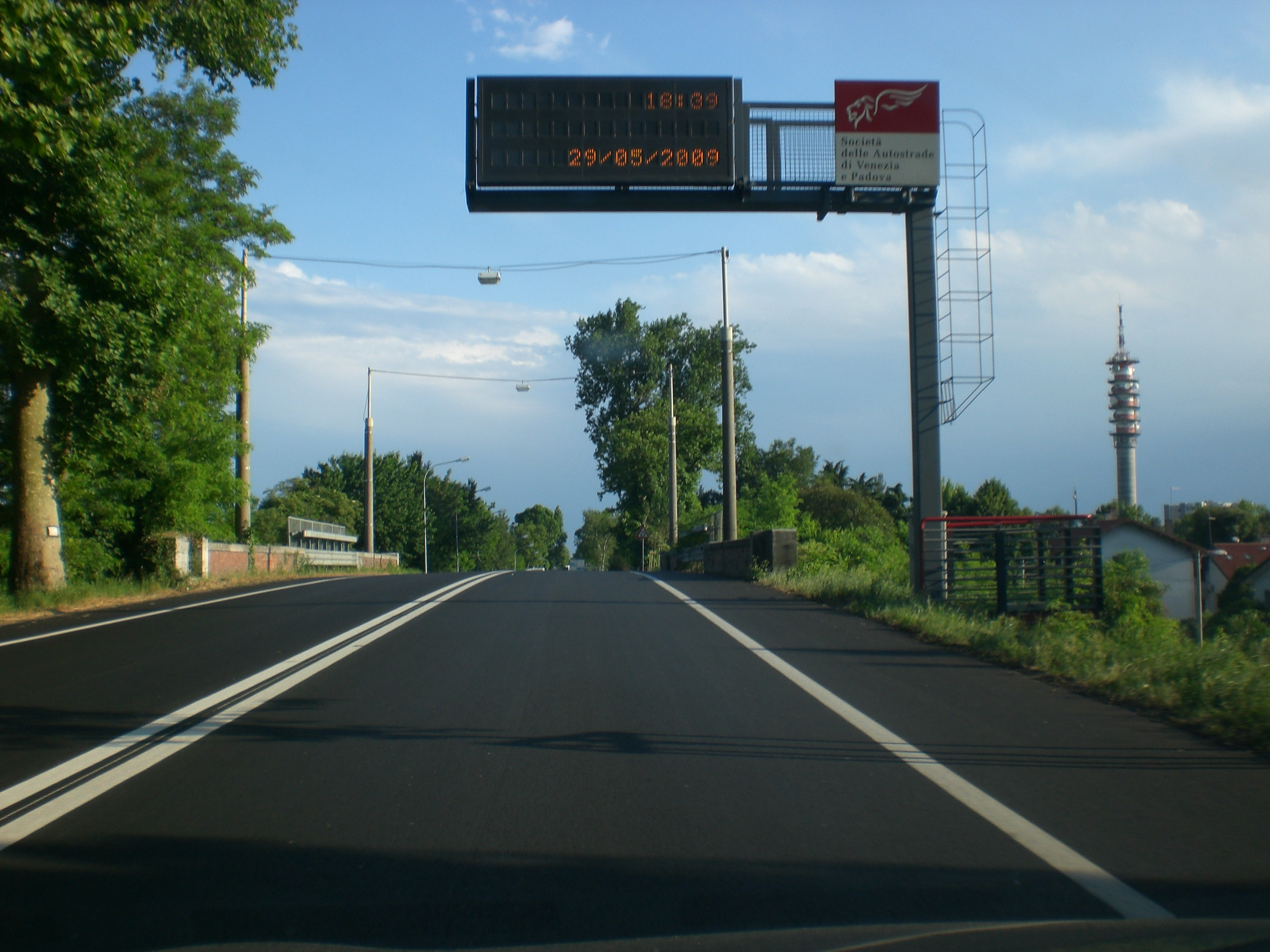
Un pannello a messaggio variabile

 Il sistema M.A.R.C.O., entrato in funzione nei primi anni del 2000, svolge 4 funzioni:
- monitora continuamente il traffico attraverso sensori distribuiti lungo il tratto di tangenziale in grado di rilevare l'esatto numero di veicoli presenti e la loro velocità;
- controlla la situazione del tratto di tangenziale attraverso telecamere;
- informa gli utenti sulle condizioni del traffico attraverso pannelli a messaggio variabile presenti sia nel tratto di tangenziale sia in alcuni punti strategici della terraferma veneziana;
- regola gli accessi nel tratto di tangenziale attraverso semafori presenti lungo le corsie di accelerazione; in caso di traffico rallentato o bloccato gli accessi in tangenziale vengono razionati attraverso i semafori; in questo modo il traffico è più fluido, i cosiddetti "stop and go" sono ridotti e la probabilità di incidenti è minore.

Tutti i dati raccolti dal sistema M.A.R.C.O. vengono trasmessi a un Centro di Controllo che è in grado di elaborare previsioni sul traffico, regolare i tempi di attesa nei semafori sulle corsie di accelerazione e gestire i pannelli a messaggio variabile.
La terza corsia dinamica, sistema T3, entrata in funzione il 14 aprile 2003, è stata costruita, come soluzione d'emergenza, per risolvere parzialmente il problema traffico in attesa dell'apertura del Passante di Mestre. Il progetto della terza corsia dinamica è stato approvato nella Conferenza di Servizi del 26/10/1999 ed è stato fortemente voluto dalle categorie economiche, dagli Enti Locali, dalle concessionarie autostradali e sostenuto dal Governo. Non potendo allargare le carreggiate in mancanza di spazio e per i costi elevati, la corsia d'emergenza è stata trasformata in corsia dinamica (in base alle necessità o di marcia o di emergenza) e le precedenti due sono state ristrette: in questo modo si è passati da 2 corsie larghe 3,75 metri più corsia di emergenza per senso di marcia a 3 corsie larghe 3,5 metri per senso di marcia. Il sistema M.A.R.C.O. gestisce l'apertura o la chiusura della corsia dinamica, in base al livello del traffico, attraverso pannelli a messaggio variabile.

Per sopperire alla mancanza della corsia d'emergenza sono state costruite 22 piazzole d'emergenza con colonnine SOS e con idranti ogni 600-700 metri circa e sono stati costruiti varchi d'emergenza (ogni 80-100 metri circa) e percorsi pedonali esterni per consentire, in caso di incidenti o blocchi del traffico, delle vie di fuga per gli automobilisti o per i passeggeri per raggiungere aree sicure. Per motivi di sicurezza sono stati adeguati i guard-rail, sono stati modificati i profili delle rampe d'entrata e uscita degli svincoli, è stato costruito un impianto antincendio e sono state realizzate aree di sosta per i mezzi di soccorso. Il sistema T3-Terza corsia dinamica ha reso possibile anche la costruzione di opere sia di mitigazione acustica sia di bonifica ambientale e la costruzione di barriere fonoassorbenti.

### Richieste del Comune di Venezia

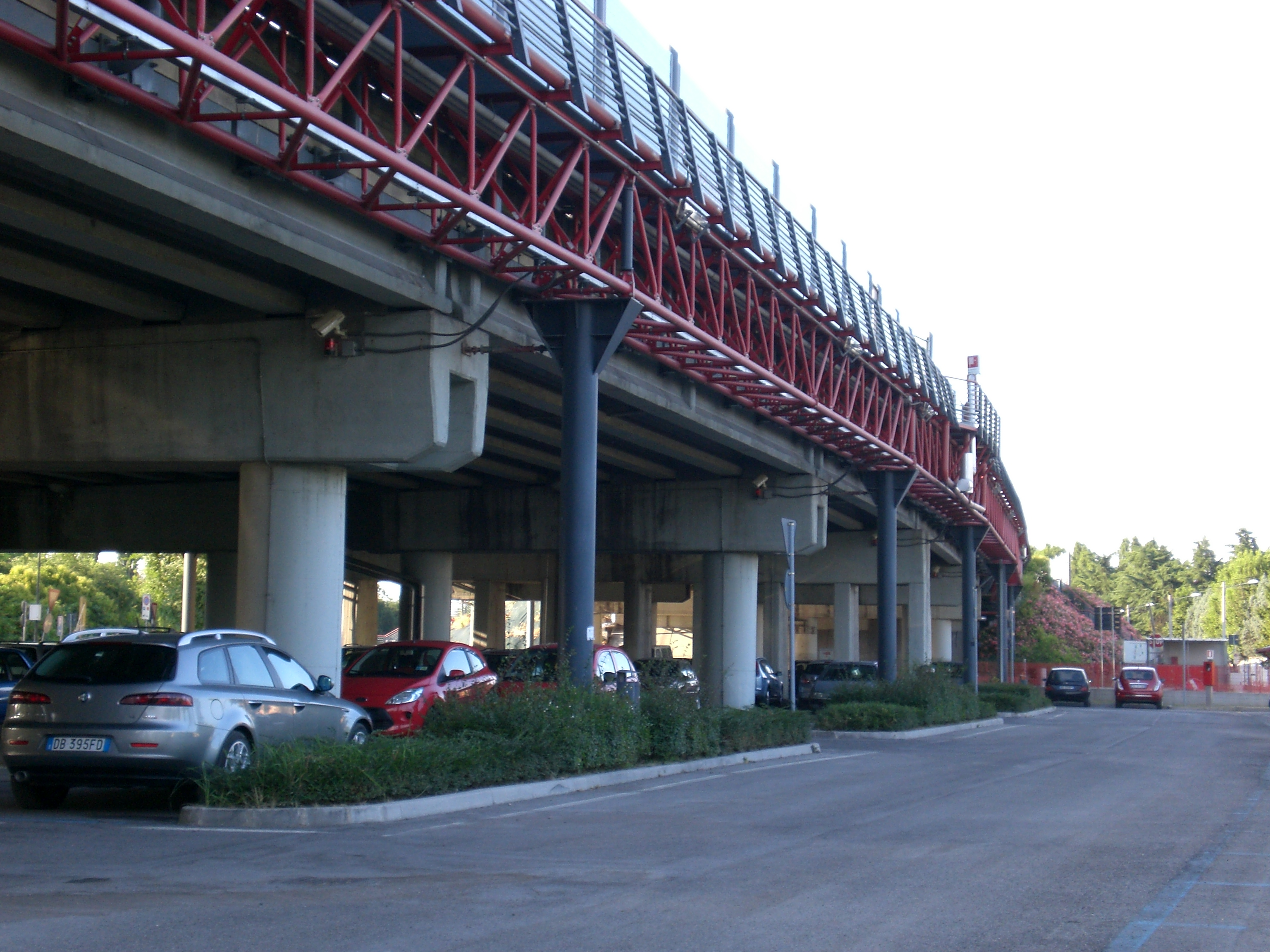
Un cavalcavia dell'A57 nella terraferma veneziana. La zona sottostante è stata trasformata in parcheggio di scambio.

La tangenziale di Mestre attraversa per circa 13 km (i più trafficati) il territorio comunale di Venezia. Fin dall'apertura nel 1972, la tangenziale ha creato problemi di tipo ambientale derivanti dall'inquinamento atmosferico dei gas di scarico e problemi sul tessuto urbano della terraferma veneziana, in quanto, con lo sviluppo urbanistico e l'espansione della città nelle zone a nord, la tangenziale ha creato degrado urbano (in particolare in corrispondenza dei cavalcavia) e una divisione tra le diverse zone della terraferma.
Il Comune di Venezia nel 2008, per mantenere gli attuali benefici (in particolare meno traffico e meno inquinamento atmosferico) derivanti dal Passante di Mestre, ha richiesto che il tratto tra la barriera di Venezia Ovest e l'interconnessione con l'autostrada A27 venga dato in gestione al Comune stesso e venga declassato a strada urbana per deviare il traffico di attraversamento che preferisce percorrere ancora la tangenziale (anziché il Passante di Mestre). Il Cocit (Coordinamento contro l'inquinamento da Tangenziale) ha organizzato una "raccolta firme" (il sindaco Massimo Cacciari durante il suo mandato è stato tra i primi firmatari) per promuovere e appoggiare la richiesta del Comune di Venezia.

### Denominazioni ufficiali e alternative
Con l'apertura del Passante di Mestre, la tangenziale di Mestre ha cambiato numerazione: non più A4 ma A57. Molti dei segnali stradali non sono stati ancora cambiati (ad esempio percorrendo l'A57 in direzione est provenendo dall'interconnessione ovest con l'A4, è presente l'indicazione A4-Venezia e non l'indicazione corretta A57-Venezia) o integrati (ad esempio provenendo dall'A27 da Belluno, per accedere all'A57 è necessario seguire l'indicazione A4 Trieste o A4 Venezia) e recano pertanto solo l'indicazione A4.
La nuova numerazione è già presente, per esempio, sulle segnalazioni poste in A4 per accedere all'A57, su quelle in prossimità del nuovo svincolo di Quarto d'Altino (aperto in funzione del Passante di Mestre, circa 3 km più a ovest rispetto al precedente), sulla nuova segnaletica nella rotonda via Giovanni da Verazzano-via Santa Maria dei Battuti a Mestre, nella nuova viabilità nei pressi di Vetrego e sui pannelli integrativi posti in prossimità dei cavalcavia in A57. La denominazione A57 è sconosciuta ai più; infatti l'A57 è comunemente chiamata semplicemente tangenziale (nel tratto Quarto d'Altino-barriera Venezia Mestre) o autostrada (A4) (nel tratto Dolo-barriera Venezia Ovest).

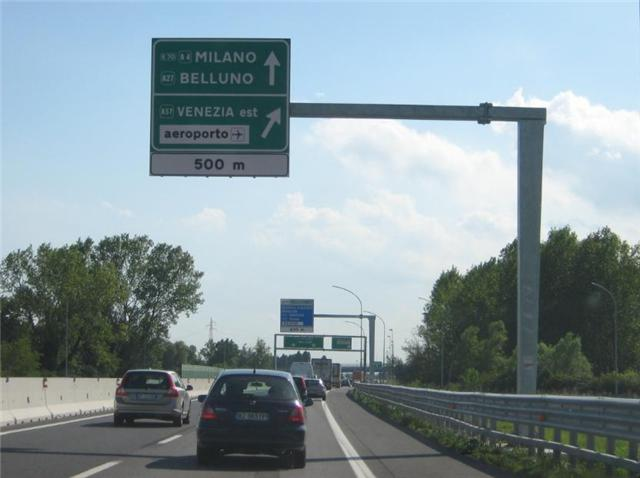
Il primo bivio in A4, in direzione Milano, per l'A57
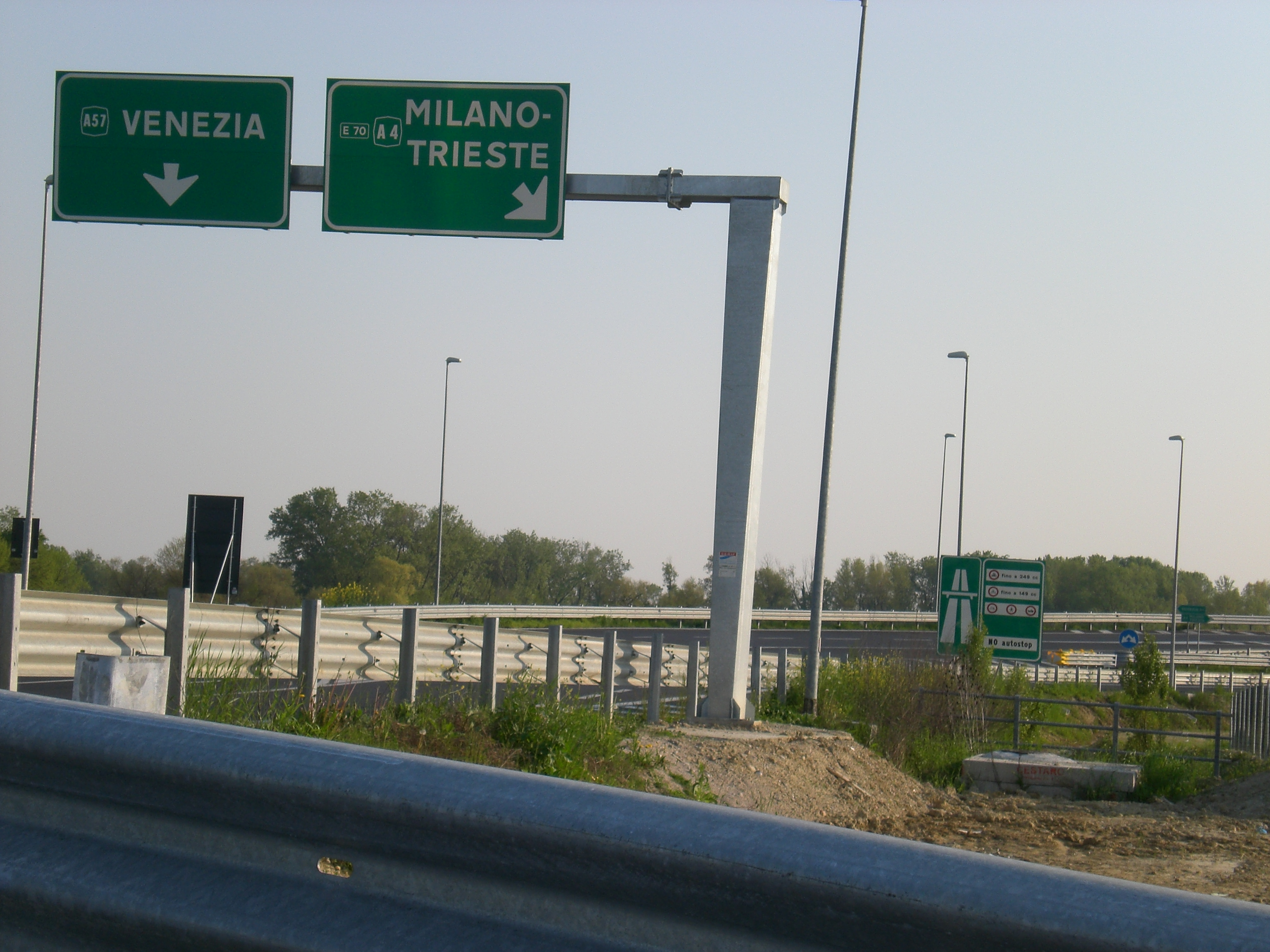
Lo svincolo per l'A57 di Quarto d'Altino
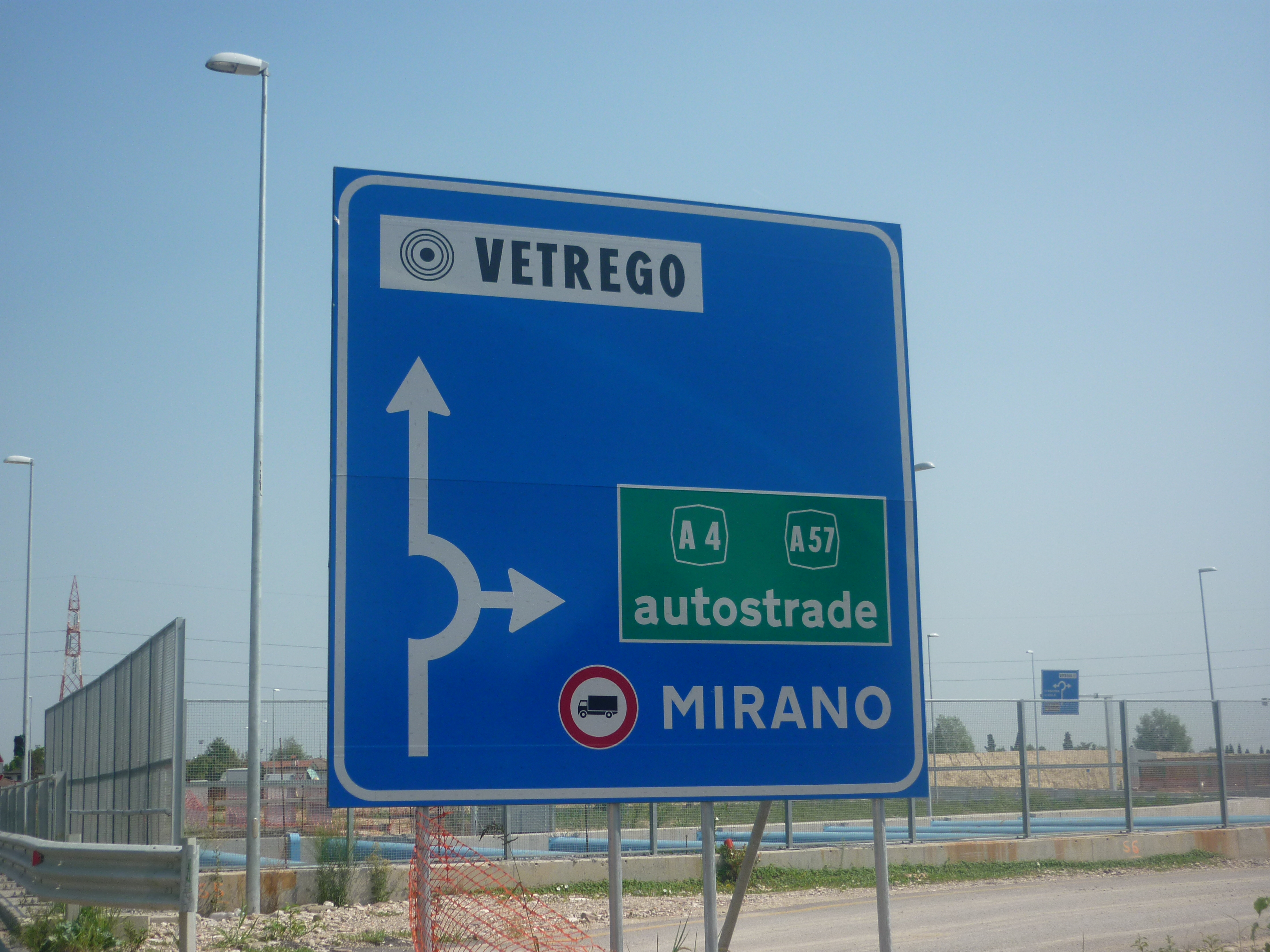
La nuova segnaletica nei pressi di Vetrego
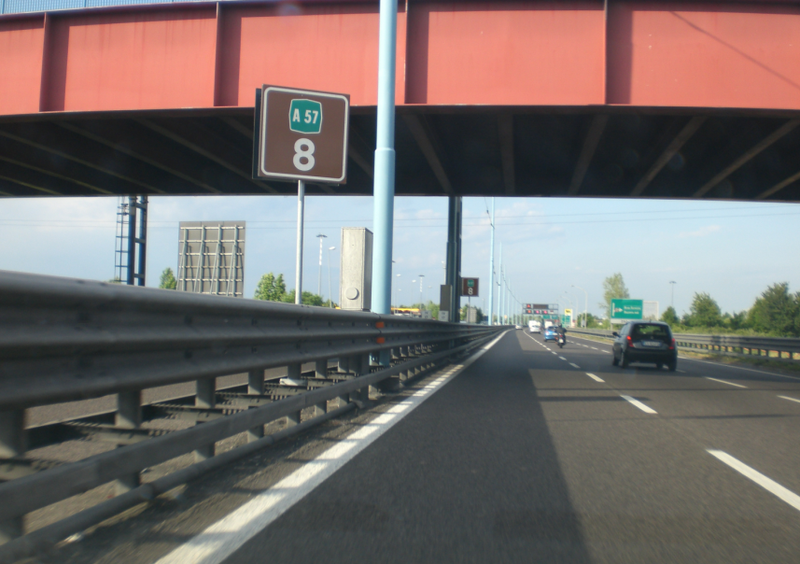
Il pannello integrativo indicante il cavalcavia 8

### Pedaggio

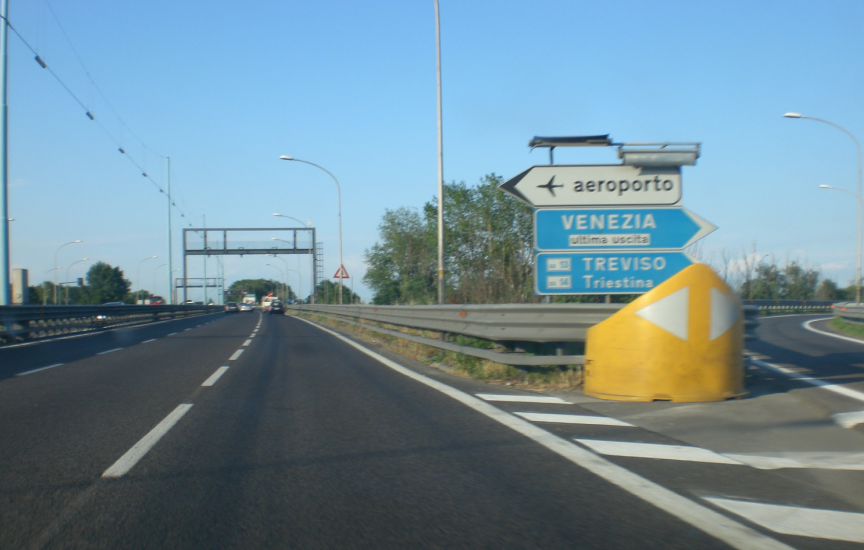
L'indicazione Venezia integrata dalla scritta Ultima uscita in prossimità dello svincolo del Terraglio in direzione Est.

Dal 1972 al 1991 la tangenziale era priva di pedaggio dalla barriera di Venezia Ovest allo svincolo di via Terraglio poiché la barriera (la struttura è stata completamente demolita il 1º ottobre 2005) di Venezia Est si trovava tra l'interconnessione con l'autostrada A27 e lo svincolo di via Terraglio (in direzione Interconnessione Est con l'Autostrada A4 l'indicazione per Venezia dello svincolo di via Terraglio è integrata dalla scritta "Ultima uscita" a testimonianza che lo svincolo era l'ultimo senza pedaggio). Dal 1991, anno dell'apertura della diramazione per l'aeroporto "Marco Polo", all'8 febbraio 2009, la tangenziale era priva di pedaggio dalla barriera di Venezia Mestre allo svincolo di Quarto d'Altino poiché la barriera di Venezia Est era stata spostata più a est di 9 km circa.
Dall'8 febbraio 2009 la tangenziale-A57 è priva di pedaggio nel tratto barriera Venezia Ovest – barriera Venezia Est (spostata 4 km circa più a ovest rispetto alla precedente), mentre nel tratto tra l'interconnessione Ovest A4 e la barriera Venezia Ovest si possono verificare i seguenti casi per il pedaggio:

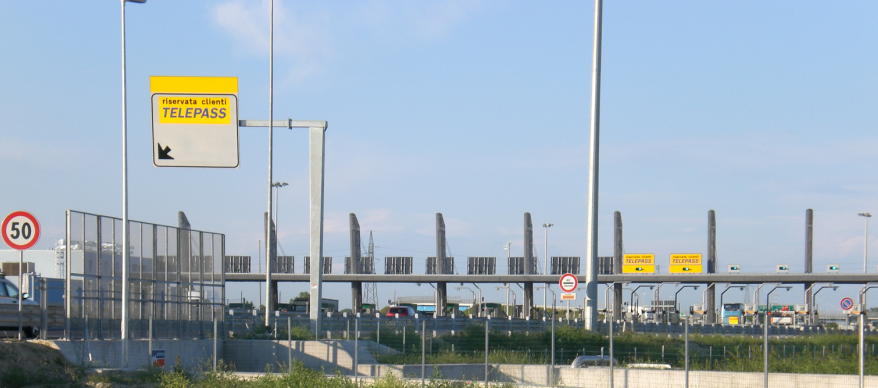
La barriera Venezia Est in direzione dell'autostrada A4.

1. i soli tratti Mirano-Dolo/barriera Venezia Ovest (e viceversa), Mira-Oriago/barriera Venezia Ovest (e viceversa) e Mira-Oriago/Mirano-Dolo (e viceversa) sono privi di pedaggio;
2. negli altri casi il pedaggio era calcolato in base allo svincolo autostradale d'entrata (in direzione barriera Venezia Mestre, provenendo dall'interconnessione ovest A4) o di uscita (provenendo dalla barriera di Venezia Ovest, da Dolo o da Mira, in direzione interconnessione ovest A4).

Nel caso 2, provenendo dall'interconnessione ovest con l'A4 in direzione A57-barriera Venezia Ovest, era possibile risparmiare il pedaggio (€ 2,20 per auto e moto; € 5,50 per camion autoarticolati) del tratto da Mirano-Dolo alla barriera Venezia Ovest, uscendo al casello di Mirano-Dolo (pagando il pedaggio maturato), 3 km dopo l'interconnessione A4-A57, e rientrandovi per continuare verso Venezia, in quanto la tratta Mirano/Dolo – barriera Venezia Ovest è priva di pedaggio (rientrando nel caso 1).

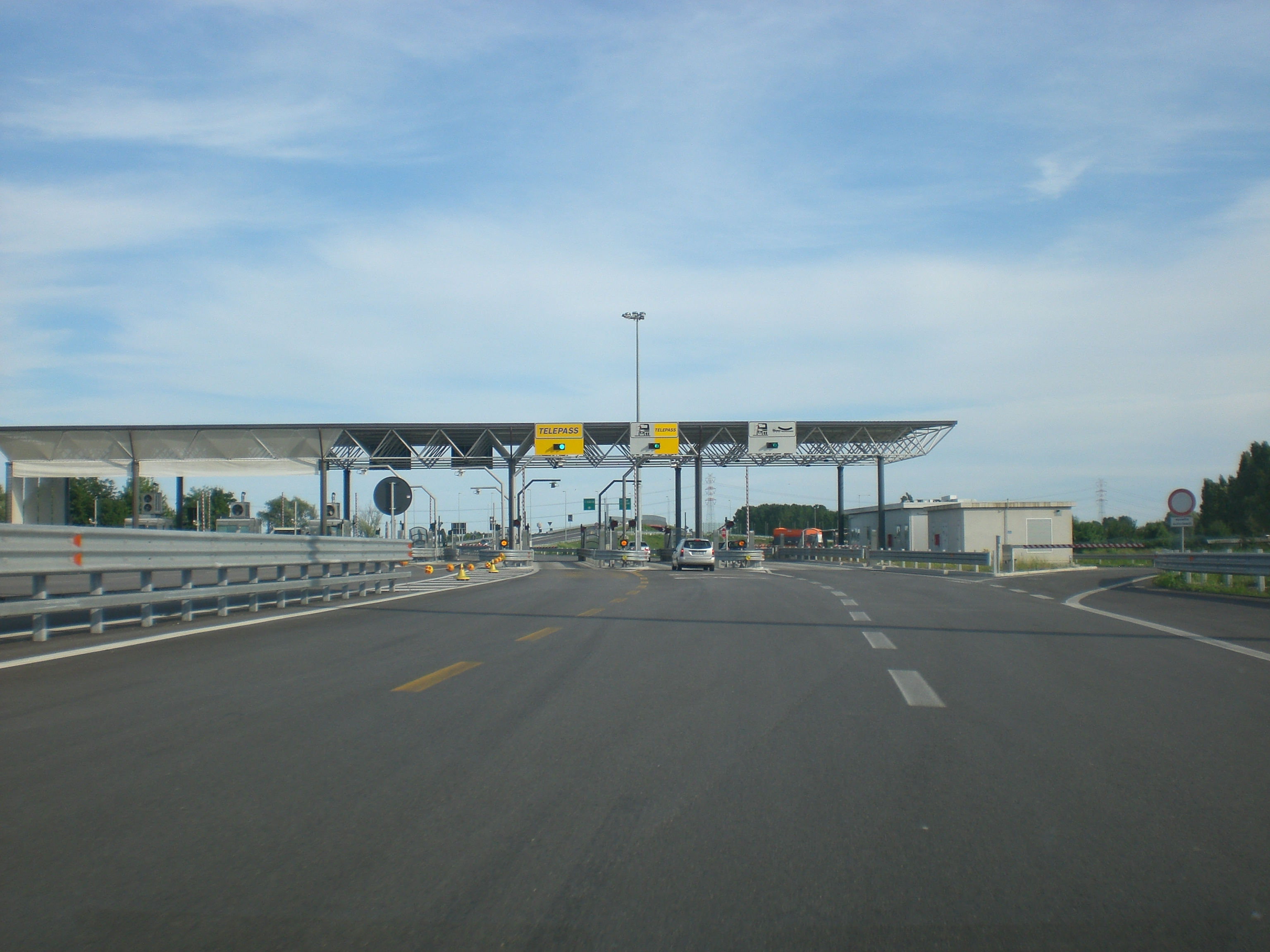
Il casello di Mirano-Dolo in entrata.

 Lo stesso espediente poteva essere utilizzato per il percorso inverso, dalla barriera di Venezia Ovest in direzione interconnessione ovest A4.
Secondo le stime della società di gestione dell'A57, questo espediente era utilizzato da circa 20.000 automobilisti al giorno (inizialmente erano circa 5.000) (stima della società di gestione aggiornata ad ottobre 2009) e l'utilizzo di questo espediente da parte anche dei camionisti. Era quantificato in oltre 30 milioni di euro (aggiornato ad agosto 2009) il ricavo derivante dai pedaggi delle persone che non utilizzano l'espediente.
La precedente società di gestione del tratto dell'A57 e del casello di Mirano-Dolo chiese alla Regione di risolvere il problema, che creava problemi anche alla viabilità ordinaria nei pressi dello svincolo di Mirano-Dolo (poiché la viabilità nei pressi del casello era gravata dalle persone che escono e rientrano), anche se la gestione del tratto e del casello è passata 5 mesi dopo (a novembre 2009) alla Regione stessa, attraverso la società Concessioni autostradali venete.
Dal 1º gennaio 2014 il pedaggio è stato uniformato per le entrate/uscite da Mirano-Dolo/Mira-Oriago/barriera Venezia Ovest rendendo inutile l'entrata/uscita al casello di Mirano-Dolo. Rimane comunque gratuita la percorrenza tra i caselli dell'A57.

### Tabella percorso

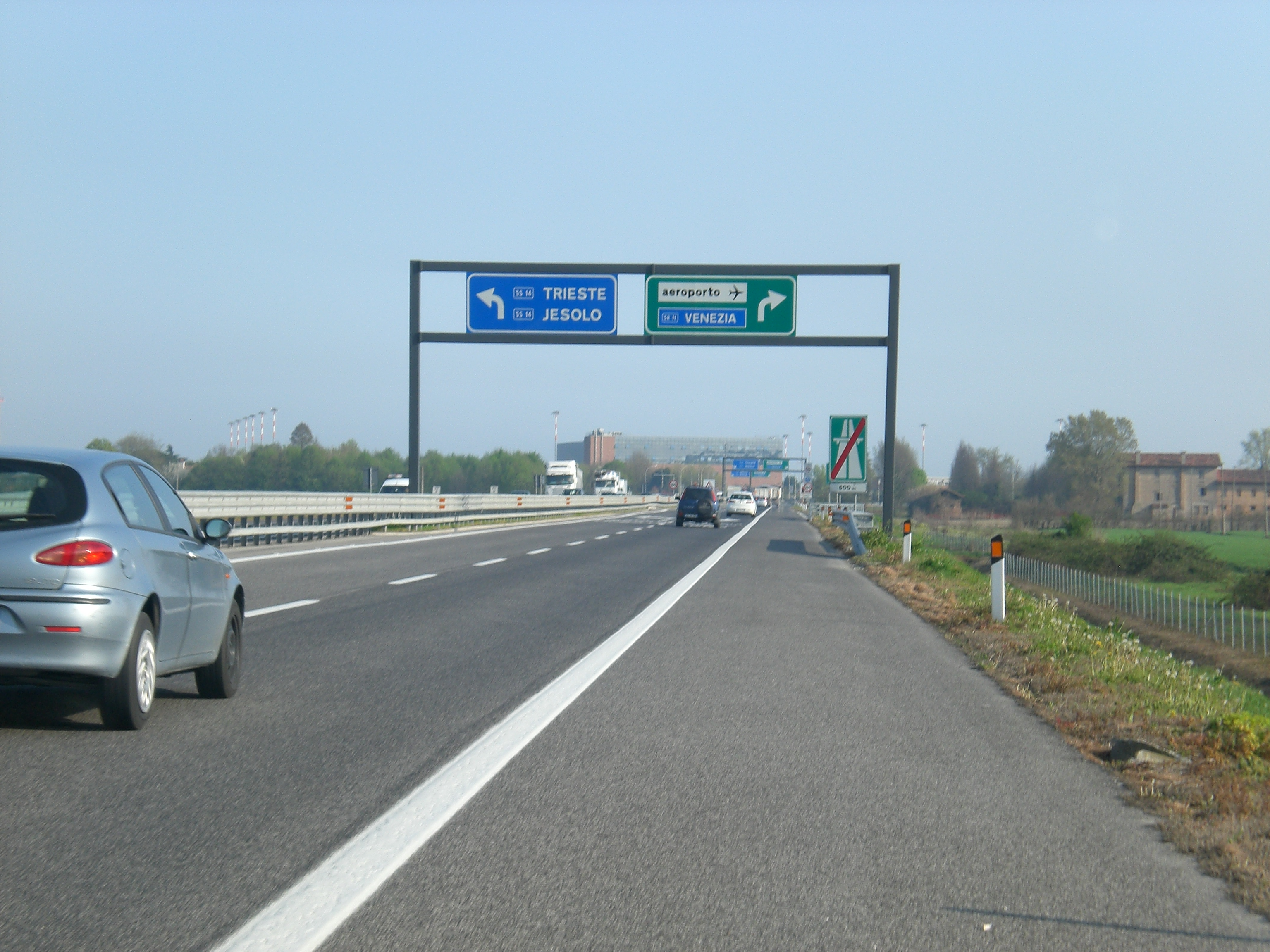
Il tratto finale in direzione aeroporto

| TANGENZIALE DI MESTRE |                                            |      |      |      |                |
| Tipo                  | Indicazione                                | ↓km↓ | ↑km↑ | Area | Strada europea |
|                       | Milano-Trieste                             | 0,0  | 26,7 | VE   | -              |
|                       | Mirano - Dolo                              | 2,7  | 24,0 | VE   | -              |
|                       | Mira - Oriago                              | 7,5  | 19,2 | VE   | -              |
|                       | Barriera Venezia Mestre                    | 9,2  | 17,5 | VE   | -              |
|                       | Venezia - Marghera Romea                   | 10,3 | 15,6 | VE   |                |
|                       | Area di servizio "Marghera"                | 11,1 |      | VE   |                |
|                       | Venezia Padana Superiore Porto Marghera    | 11,6 | 15,1 | VE   |                |
|                       | Venezia - Via Miranese Miranese            | 12,5 | 14,2 | VE   |                |
|                       | Venezia - Via Castellana Castellana        | 14,5 | 12,2 | VE   |                |
|                       | Venezia - Terraglio di Mestre              | 16,4 | 10,3 | VE   |                |
|                       | Area di servizio "Bazzera"                 | 17,7 | 9,0  | VE   |                |
|                       | Belluno Diramazione aeroporto "Marco Polo" | 19,5 | 7,2  | VE   |                |
|                       | Marcon                                     | 21,6 | 5,1  | VE   |                |
|                       | Quarto d'Altino                            | 24,9 | 1,8  | TV   |                |
|                       | Barriera Venezia est                       | 25,2 | 1,5  | TV   |                |
|                       | Milano-Trieste                             | 26,7 | 0,0  | VE   |                |

## Lavori, idee, progetti e controversie
Il progetto del Passante di Mestre prevede opere complementari anche nell'Autostrada A57:
- lo spostamento a ovest della barriera Venezia Ovest tra l'interconnessione ovest con l'A4 e lo svincolo di Mirano-Dolo (in modo tale che le uscite di Mirano-Dolo e Mira-Oriago, oltre ad essere senza alcun pedaggio come già avviene, siano anche prive di caselli);
- la riapertura dello svincolo diretto per Dolo in località Roncoduro (aperto nel 1991 in sostituzione dello svincolo di Cazzago e chiuso il 12 luglio 2008 per i lavori del Passante di Mestre[48]).

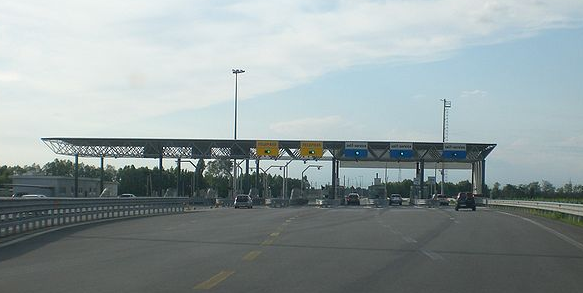
Il casello di Mirano-Dolo in uscita

Tuttavia, entrambi questi progetti sono stati sospesi, suscitando contrarietà negli abitanti della zona e nei titolari delle attività produttive. Infatti, l'accesso all'A57 è attualmente svantaggioso dall'attuale casello "Mirano-Dolo" sito in località Vetrego (distante circa 5 km dal centro di Dolo), rispetto al vecchio casello "Dolo-Mirano" già situato in località Roncoduro, per i pendolari e autotrasportatori della Riviera del Brenta che debbano raggiungere Padova o Venezia e il traffico tende a riversarsi quindi nella viabilità locale (in particolare la SR 11, con un aumento del traffico del 10-15%), gravando soprattutto nei centri abitati di Stra, Fiesso d'Artico, Dolo, Mira, Oriago e dove si è passati da 2000 auto al giorno a 9000.
Il Ministero delle infrastrutture e dei trasporti, rispondendo in merito a una interrogazione parlamentare, ha escluso che la barriera di Venezia Ovest venga spostata e ha escluso la riapertura, come da progetto, da accordi con gli enti locali nel 2004 e dalla delibera del CIPE del 2003, del casello in località Roncoduro poiché questa decisione è condivisa dalla Giunta regionale, dagli enti locali, dall'ANAS e dalla società di gestione dell'autostrada A4 Venezia-Padova e per evitare problemi alla viabilità autostradale in A4 provenendo da Padova in direzione A57-Venezia Ovest e problemi alla viabilità ordinaria. Gli enti locali interessati hanno smentito la versione del Ministero e hanno ribadito i danni derivanti dalla mancata riapertura del casello in località Roncoduro, incluse frequenti code in uscita al casello di Mira-Oriago causate dal mancato assorbimento del traffico dalla viabilità locale, mentre l'Assessore Regionale alle Infrastrutture ha dichiarato che non si è mai parlato di riaprire il vecchio casello di Dolo-Mirano in località Roncoduro.

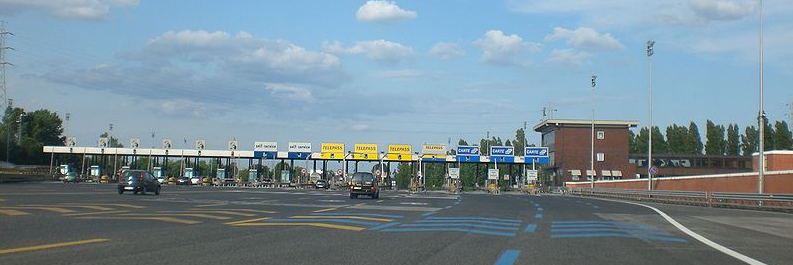
La barriera di Venezia Mestre in direzione est

La tangenziale di Mestre e il sistema autostradale dell'area veneziana con la rappresentazione delle attuali barriere, di quelle dismesse e di quella in progetto di Venezia Mestre. Lo spostamento delle barriere è dovuto ai lavori del Passante di Mestre

 Il Commissario delegato al Passante di Mestre ha dichiarato che il progetto di riapertura del casello in località Roncoduro non è previsto in nessun progetto e non sarebbe possibile riaprirlo nella stessa zona in cui si trovava in quanto occupata dall'autostrada A4 anche se non ha escluso, se ci sarà un accordo comune tra i vari soggetti interessati, l'apertura di uno svincolo per servire la parte occidentale della Riviera del Brenta, nella zona tra Arino (Dolo) e Pianiga. Ad agosto 2009 è stato presentato il progetto di uno svincolo, in sostituzione di quello di Roncoduro, nell'A4 nella località Albarea di Pianiga a ovest dell'interconnessione ovest dell'A57 con l'A4. Tale ipotesi progettuale, tuttavia, ha suscitato non poche perplessità, in quanto causerebbe la costruzione di una infrastruttura stradale di notevoli dimensioni nel pieno del Graticolato Romano, oltre che in una delle ultime aree verdi, tra Venezia e Padova, ancora caratterizzate da paesaggio agricolo di notevole pregio sostanzialmente intonso.
Secondo le dichiarazioni dell'Assessore Regionale alle Infrastrutture la barriera di Venezia Ovest non sarà spostata, contrariamente al progetto originario del Passante di Mestre nella zona dell'interconnessione ovest con l'A57, perché potrebbero formarsi code in direzione A57 (interconnessione ovest) nell'autostrada A4 provenendo da Padova.
 Il Commissario delegato al Passante di Mestre invece ha dichiarato che i lavori per l'arretramento della barriera di Venezia Mestre potranno iniziare dopo la stagione turistica estiva solo se gli studi sui flussi di traffico indicheranno che non potranno formarsi code anche in A4, provenendo da Padova, in direzione A57 (interconnessione ovest).
Inoltre, nell'agosto del 2009, è stato presentato un esposto alla Procura della Repubblica di Venezia dal Coordinamento dei Comitati della Riviera del Brenta e del Miranese. Il Coordinamento infatti sarebbe in possesso di atti che dimostrerebbero che la decisione di non arretrare la barriera di Venezia Ovest risalga al 5 novembre 2007 con la ratificazione del Commissario delegato per l'emergenza socio economico ambientale della viabilità di Venezia (che aveva il compito, tra gli altri, di curare la realizzazione del Passante di Mestre), attraverso il decreto nº 72, il 18 agosto 2008, nonostante nel frattempo le autorità competenti avessero ribadito che la barriera di Venezia Ovest sarebbe stata arretrata. L'ANAS, nel settembre del 2009, ha dichiarato che la barriera di Venezia Ovest deve essere spostata anche se non è stata indicata la tempistica.

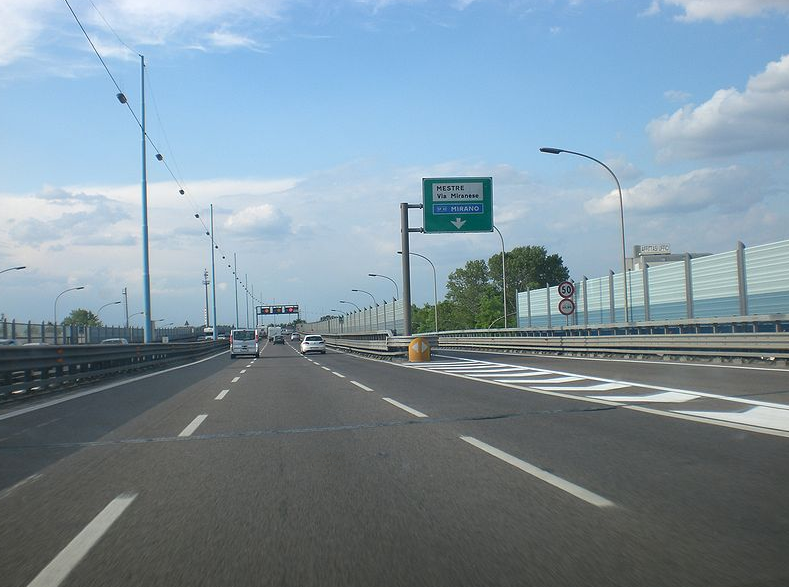
L'attuale svincolo di Via Miranese in direzione est

### Interramento
Dagli anni novanta si parla di interrare o il tratto tra la barriera di Venezia Ovest e l'interconnessione con l'autostrada A27 per un totale di circa 10 km o un tratto più piccolo di 3 km circa tra gli svincoli via Miranese e via Castellana. L'idea di interrare la tangenziale per 10 km sembra essere un progetto abbandonato sia per la complessità dell'opera e per i costi molto elevati sia per l'apertura del Passante di Mestre che ha tolto traffico pesante e leggero che provocava inquinamento atmosferico nella terraferma veneziana, mentre non è abbandonata l'idea di interrare la tangenziale per 3 km. L'interramento dei 3 km della tangenziale è un progetto auspicato dal Comune di Venezia per riqualificare parte del territorio di Mestre. Nel 2008 la Regione Veneto si è resa disponibile a finanziare l'opera per 1/3 dei costi complessivi (la spesa ipotizzata è di circa 120-150 milioni di euro).

## Diramazione Marco Polo
Anche il tratto terminale, inaugurato l'11 marzo del 1991 e costruito come infrastruttura collegata ai Mondiali di Calcio del 1990, dell'autostrada A27 a Venezia è gestito da CAV.
Fino al 30 novembre 2009 è stato gestito dalla Società delle Autostrade di Venezia e Padova.

### Sigle identificative
Questa diramazione (talvolta definita anche come bretella o raccordo) è segnalata in diversi modi:
- è segnalata come A57 nel pannello integrativo installato nel 2009 posto in prossimità dell'unico cavalcavia presente nel tratto;
- è segnalata dalla sigla MP (sigla che sta per Marco Polo, il nome dell'aeroporto) nella segnaletica installata nel dicembre del 2010 di inizio/fine tratta di competenza del gestore autostradale[61];

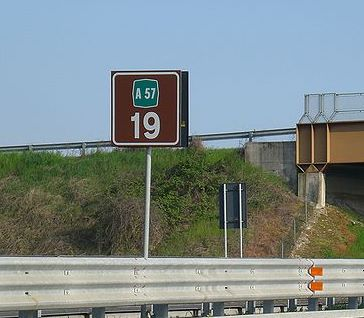
Il pannello integrativo
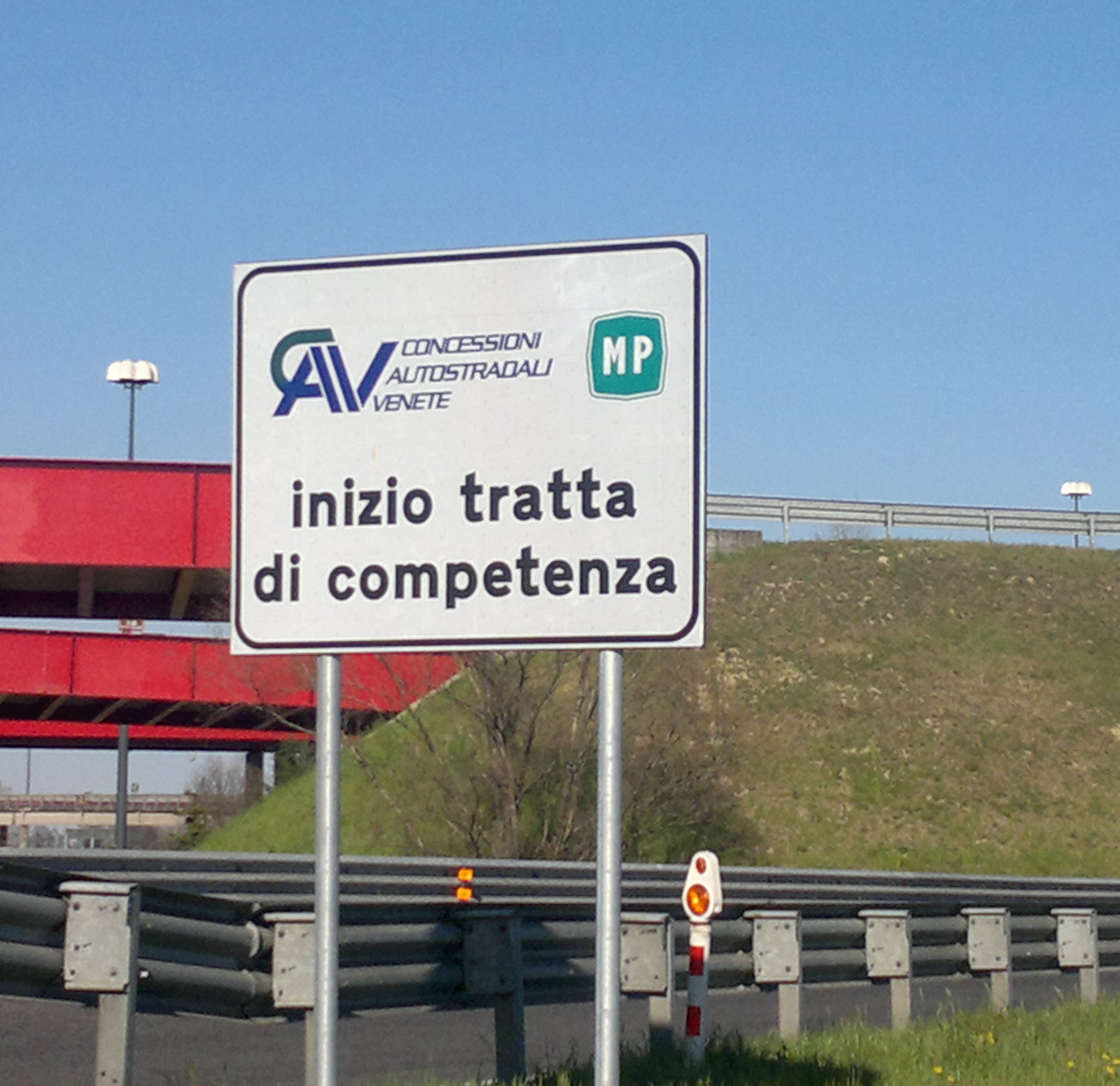
Il segnale di inizio tratta di competenza

- è classificata come diramazione D25 secondo la numerazione interna di Autostrade per l'Italia[59] o raccordo R11[62][63] o raccordo R37[64] secondo altre numerazioni interne.

Per l'AISCAT invece il raccordo non è identificato da nessuna sigla.

### Caratteristiche
Tutto il tratto è senza pedaggio, è a due corsie per senso di marcia (larghe 3,750 metri) più corsia di emergenza, sono presenti colonnine SOS e piazzole di sosta ogni 500 metri circa, lo spartitraffico centrale è largo 4 metri circa e vige il limite di 130 km/h.

### Barriere fonoassorbenti
Il 21 maggio 2009 sono iniziati i lavori per la posa di barriere fonoassorbenti nel tratto della diramazione nei pressi di Dese. La posa delle barriere fonoassorbenti è un'operazione fortemente voluta dagli abitanti della zona per minimizzare i danni derivanti dall'inquinamento acustico e rimandata, per vari motivi, sin dall'apertura della diramazione nel 1991. I lavori dovevano durare circa 3 mesi e concludersi quindi a luglio 2009 mentre sono stati conclusi ad agosto 2009.

### Tabella percorso
| AUTOSTRADA A57 Diramazione Marco Polo |                                                                      |      |      |                     |
| Tipo                                  | Indicazione                                                          | ↓km↓ | ↑km↑ | Città metropolitana |
|                                       | della Venezia Giulia Aeroporto Marco Polo - Venezia Trieste - Jesolo | 0    | -    | VE                  |
|                                       | Dese - Marcon                                                        | 3,5  | -    | VE                  |
|                                       | Tangenziale di Mestre Milano-Trieste                                 | 5,2  | -    | VE                  |
|                                       | Belluno                                                              | 6,5  | -    | VE                  |